# Formiguer fluvial septentrional
El formiguer fluvial septentrional (Sipia laemosticta) és una espècie d'ocell de la família dels tamnofílids (Thamnophilidae).

## Hàbitat i distribució
Habita el sotabosc de la selva humida i densa vegetació secundària de les terres baixes fins als 1100 m al vessant del Carib de Costa Rica i ambdues vessants de Panamà.